# Günter Alster
Günter Alster (* 10. Oktober 1955 in Dornbirn) ist ein ehemaliger österreichischer Skirennläufer. Sein größter Erfolg war der Gewinn der Abfahrtswertung im Europacup 1977.

## Karriere
Alster gehörte dem Skiclub Bregenzerwald an. Nach mehreren Erfolgen bei Juniorenrennen kam der Abfahrtsspezialist zu Beginn der 1970er-Jahre in den C-Kader des Österreichischen Skiverbandes und wurde 1973 in die Europacupmannschaft aufgenommen. Sein erster Podestplatz war der dritte Rang in der Abfahrt von La Foux d’Allos 1974. 
In der Europacupsaison 1976/77 feierte Alster in der Abfahrt von Haus im Ennstal seinen ersten und einzigen Sieg und belegte in der Abfahrt von San Sicario Platz zwei. Damit gewann er mit deutlichen Vorsprung auf seinen Teamkollegen Bartl Gensbichler die Abfahrtswertung und belegte im Gesamtklassement Rang fünf. In der Saison 1977/78 erreichte er den zweiten Platz in der Abfahrt von Verbier, erlitt dann aber eine schwere Verletzung, weshalb er im Sommer 1978 im Alter von nur 22 Jahren seinen Rücktritt bekanntgeben musste.
Alsters 1980 geborener Sohn Christoph wurde ebenfalls Skirennläufer.

### Erfolge im Europacup
- Saison 1976/77: 5. Gesamtwertung, 1. Abfahrtswertung
- 1 Sieg (Abfahrt in Haus 1977), 2× Zweiter, 1× Dritter